# Храм Христа Спасителя (Баня-Лука)
Храм Христа Спасителя, повна назва — Соборний храм Христа Спасителя в Баня-Луці (серб. Саборни храм Христа Спаситеља у Бањој Луци) — кафедральний храм Баня-Луцької єпархії Сербської православної церкви, який розташований у центрі міста Баня-Лука — де-факто столиці Республіки Сербська. Один із найбільших храмів країни.

## Історія
Будівництво Храму Христа Спасителя почалося у 1925 році. Тоді храм мав назву Свято-Троїцького собору. Будівництво було закінчено у 1929 році, а освячення — у 1939 році. Під час Другої світової війни 12 квітня 1941 року храм постраждав внаслідок бомбардування і пізніше був зруйнований хорватською крайньоправою, фашистською терористичною організацією — усташами.
Після Другої світової війни на місці храму був поставлений пам'ятник полеглим солдатам.
У 1992 році було отримано дозвіл на відновлення храму, а пам'ятник був перенесений на інше місце. У 1993 був закладений фундамент на відновлення храму, який освятив Патріарх Сербський Павло.
У 2004 році храм був відбудований, а 26 вересня 2004 року в храмі була відслужена перша літургія. Офіційне освячення відбулося 28 травня 2009 року на свято Вознесіння Господнє.

## Архітектура
Храм побудований з червоного і жовтого травертину. Стіни тришарові — камінь, залізобетон і цегла. Куполи покриті бляхою золотого кольору.
Дзвіниця храму має висоту 47 метрів, а куполи — 22,5 метра.

## Галерея

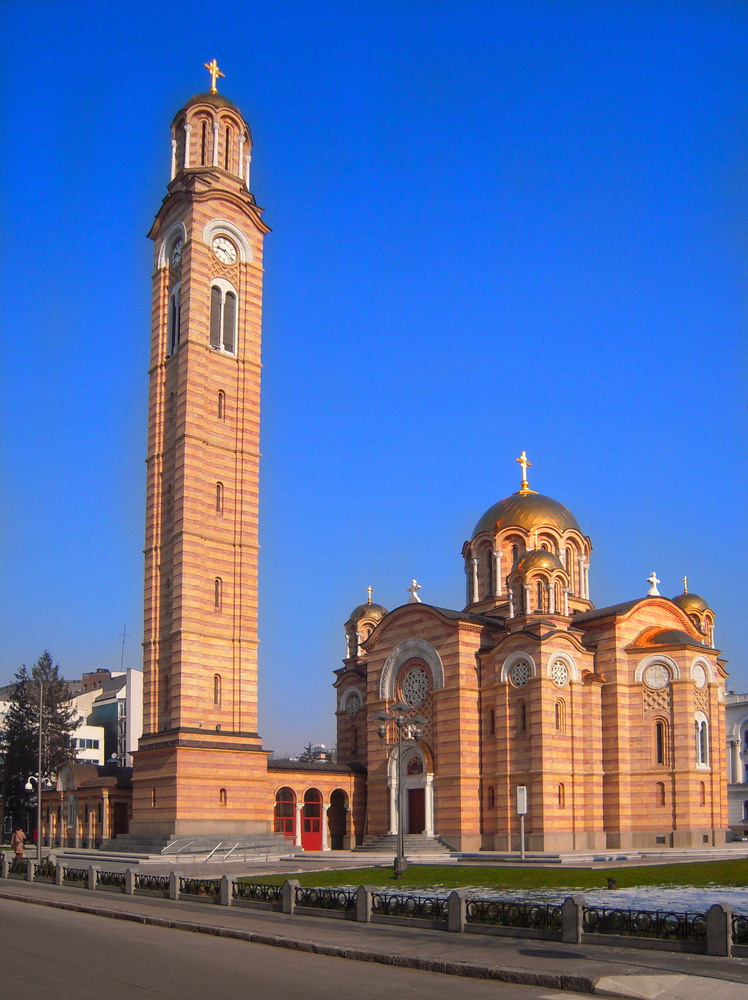
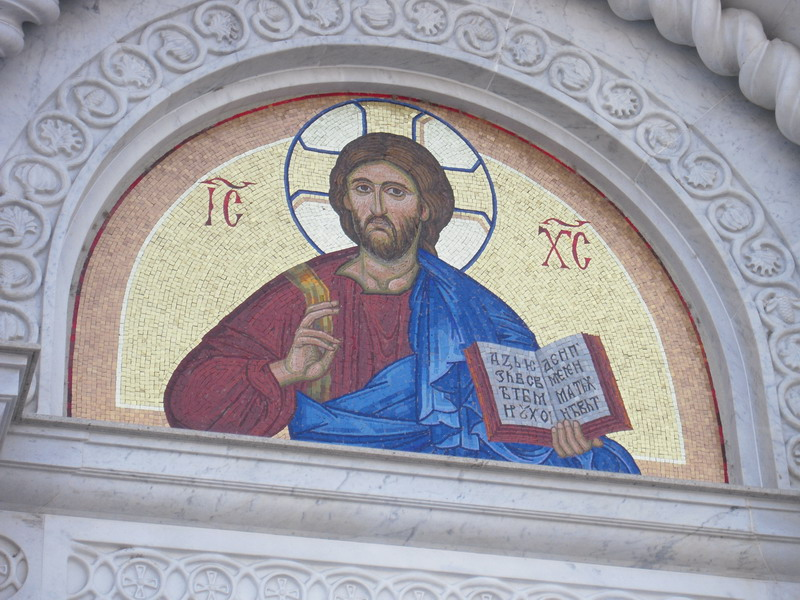
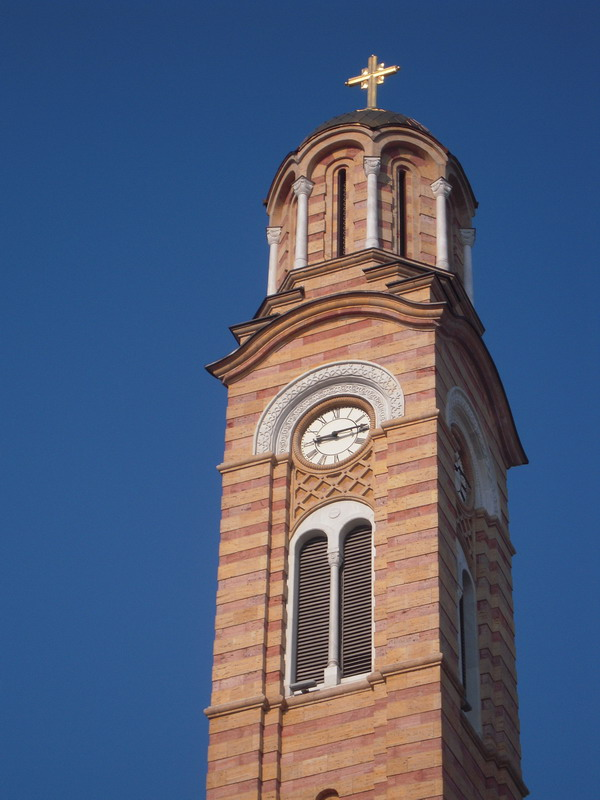
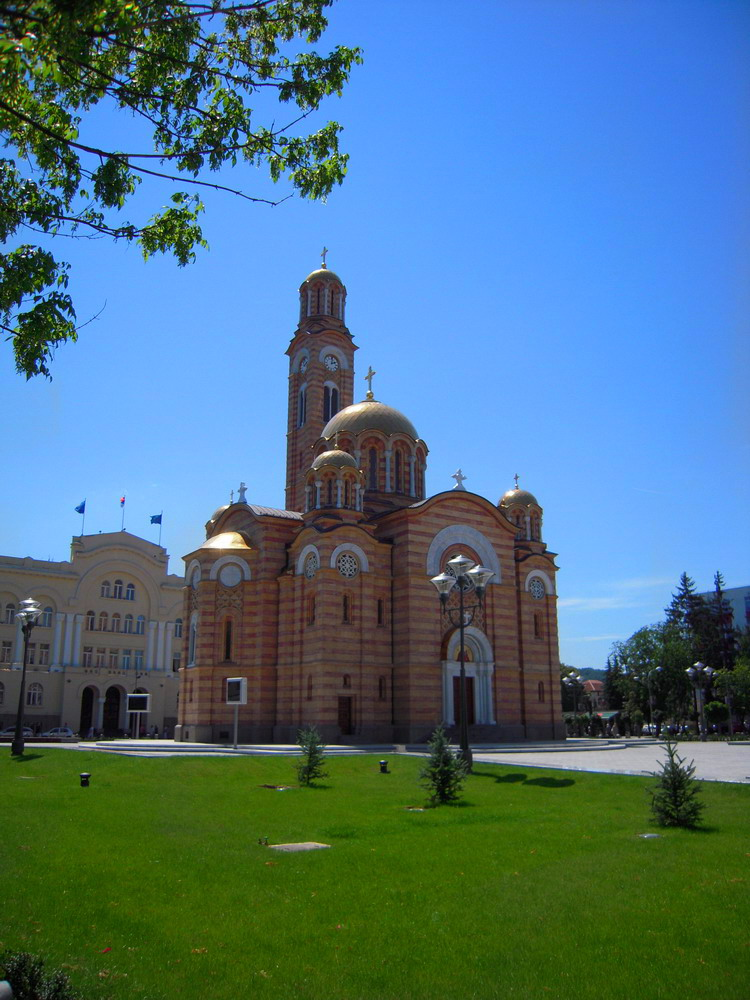
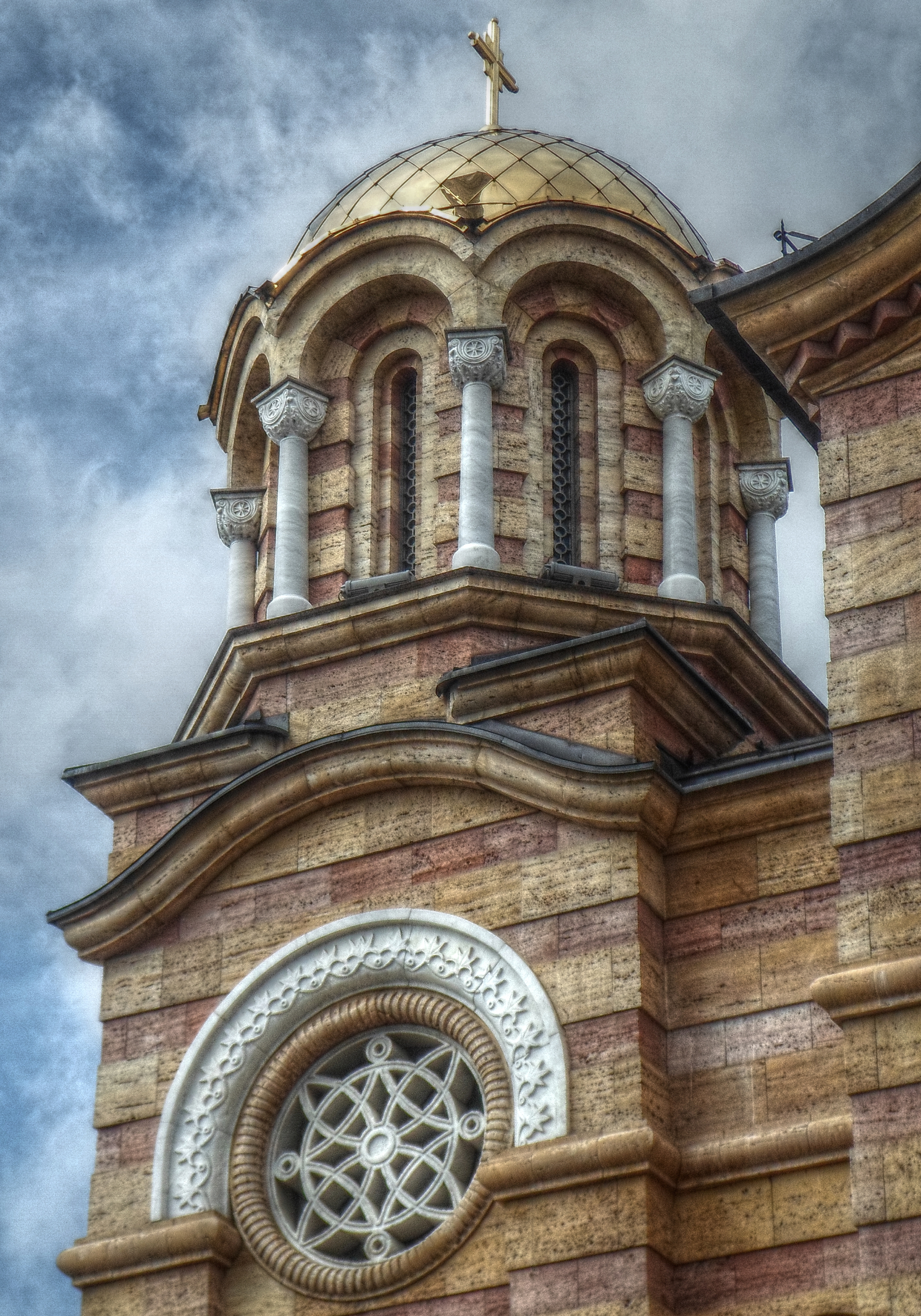
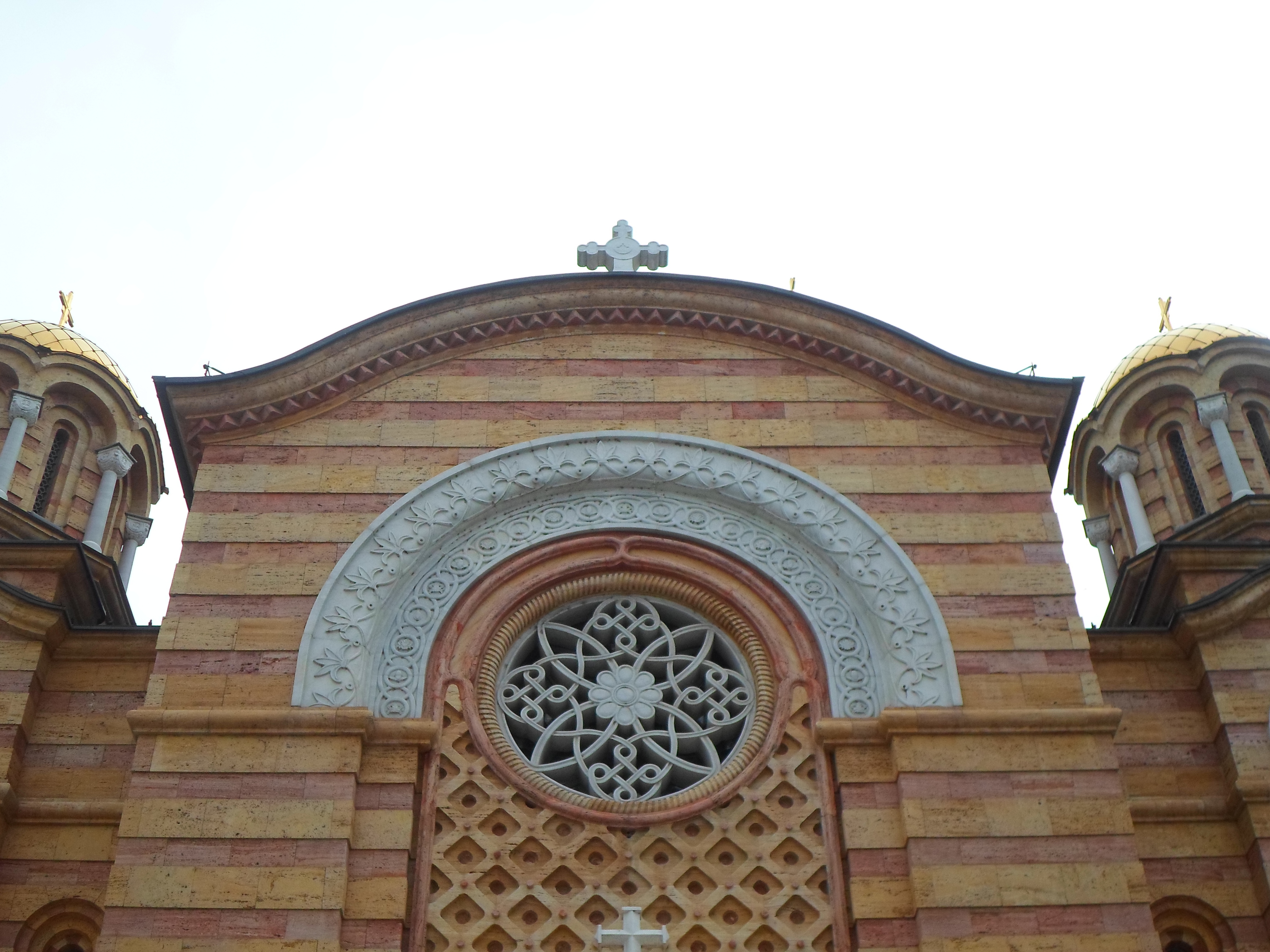
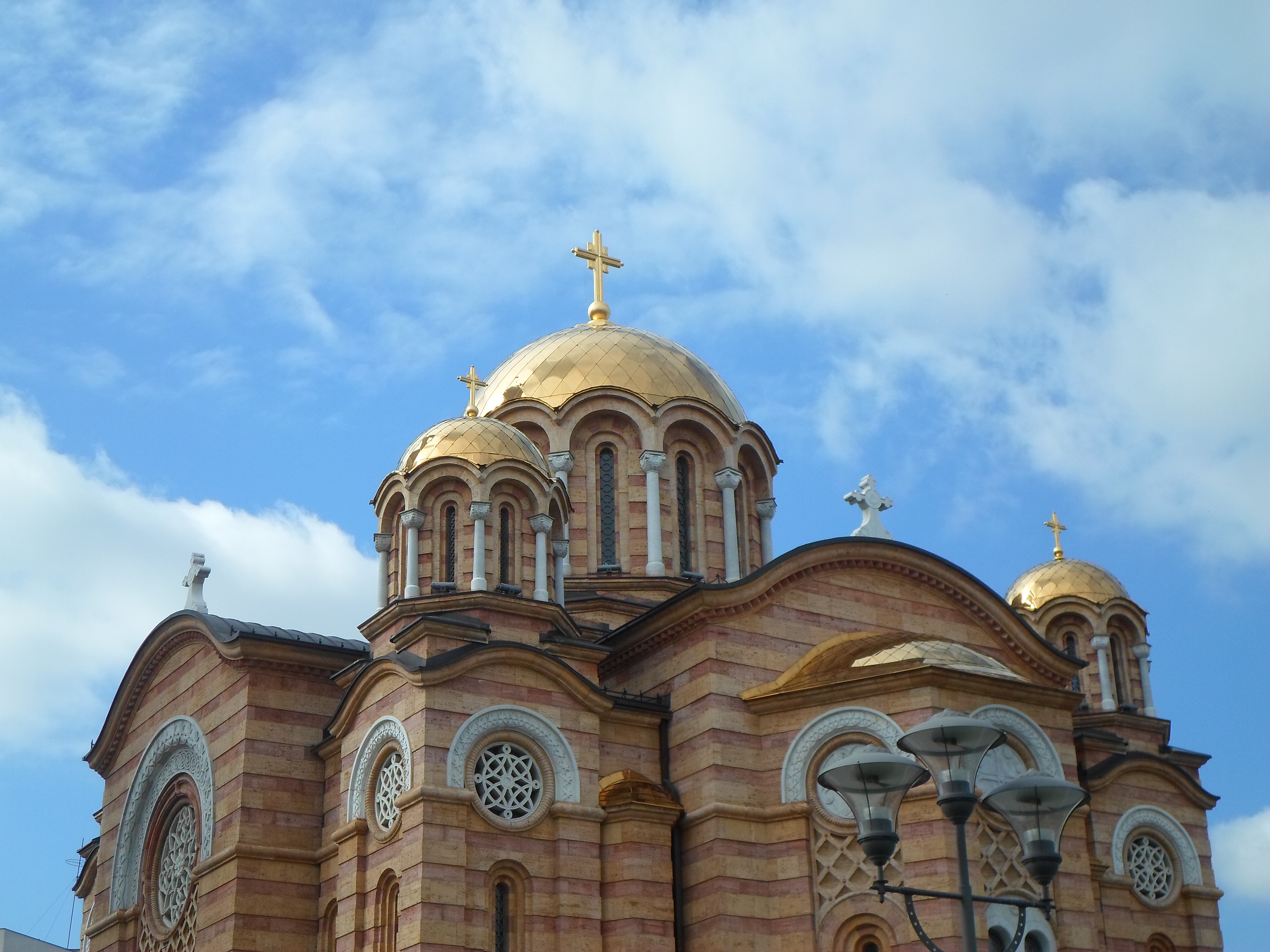
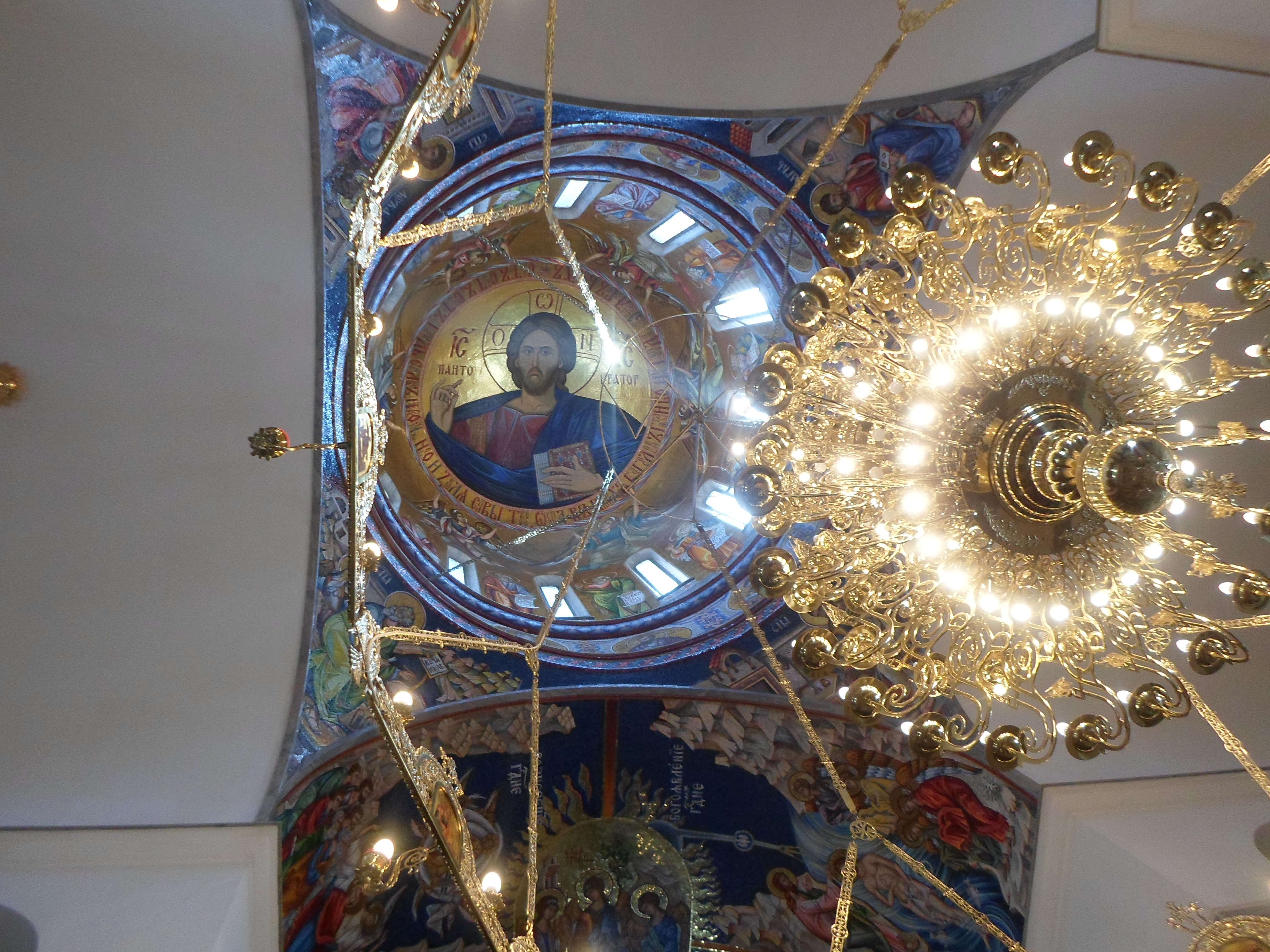
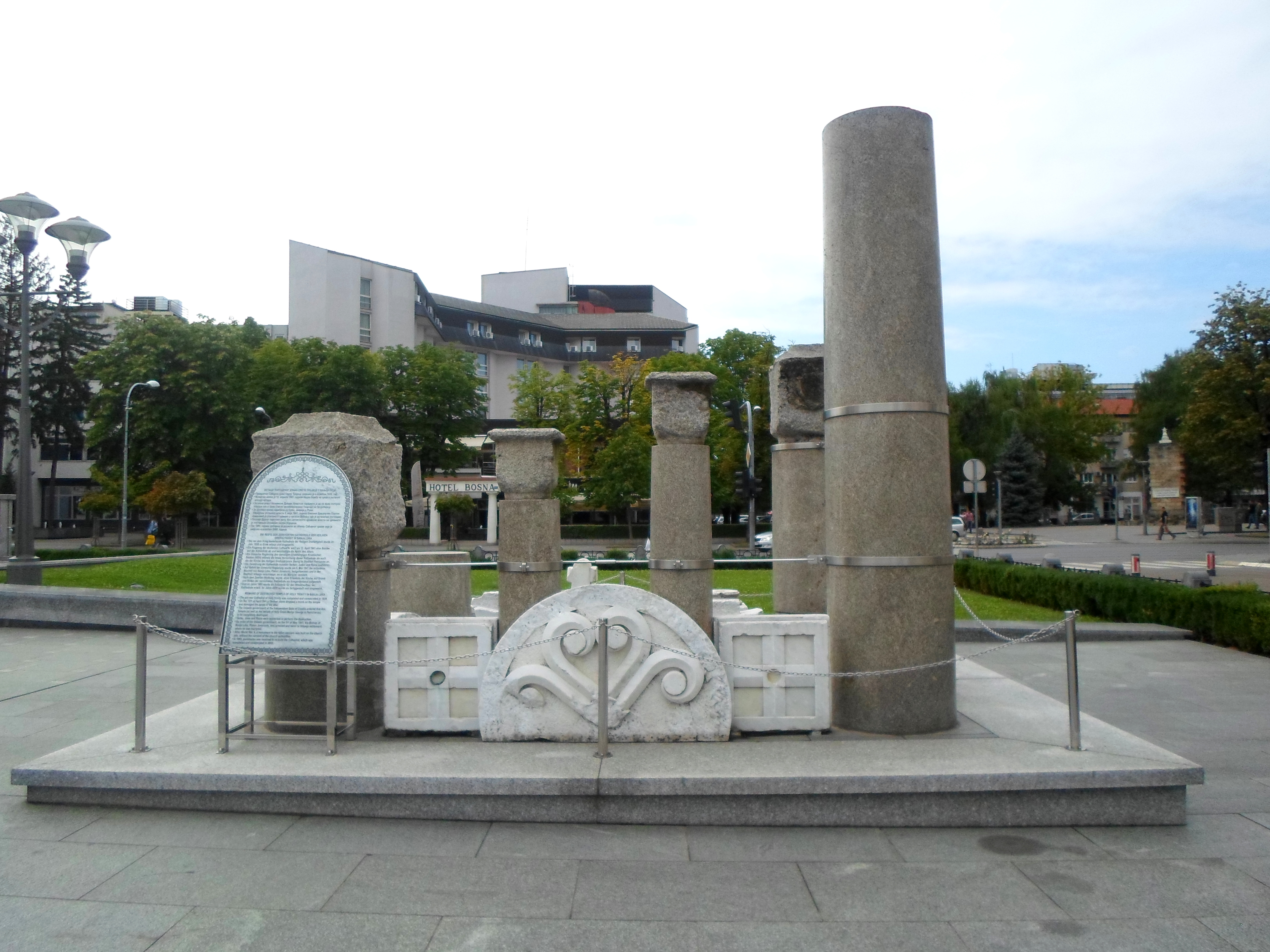
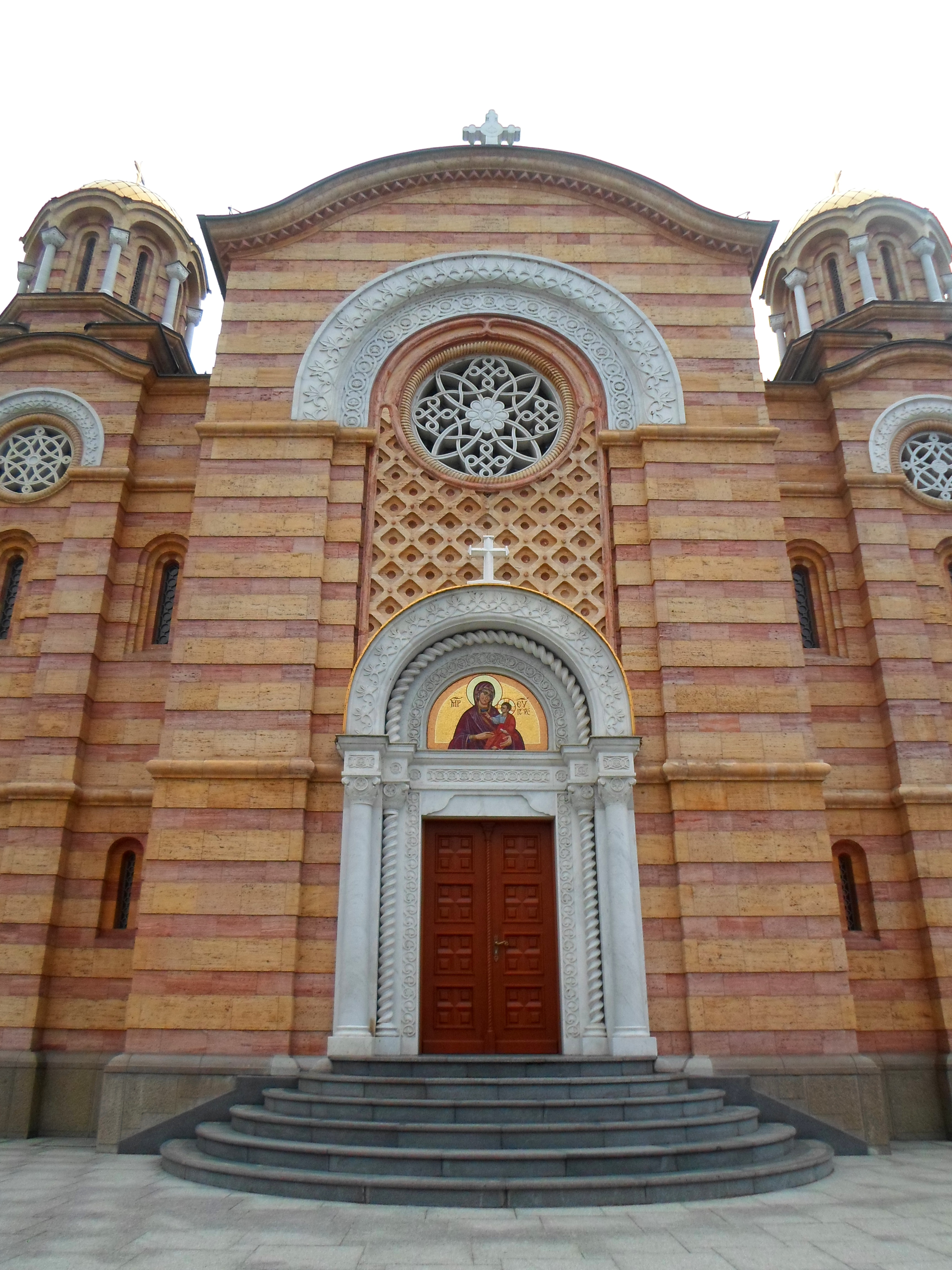
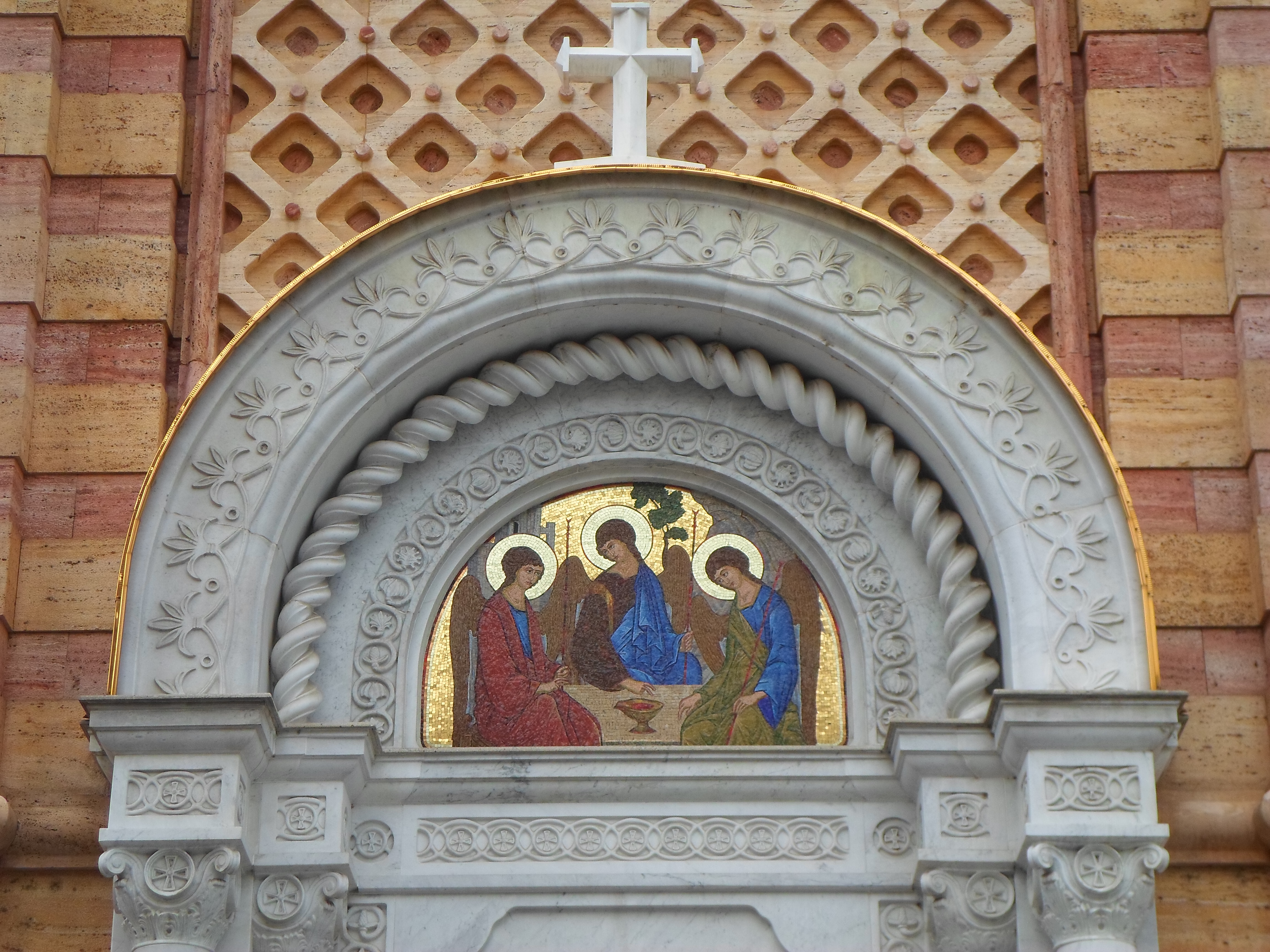
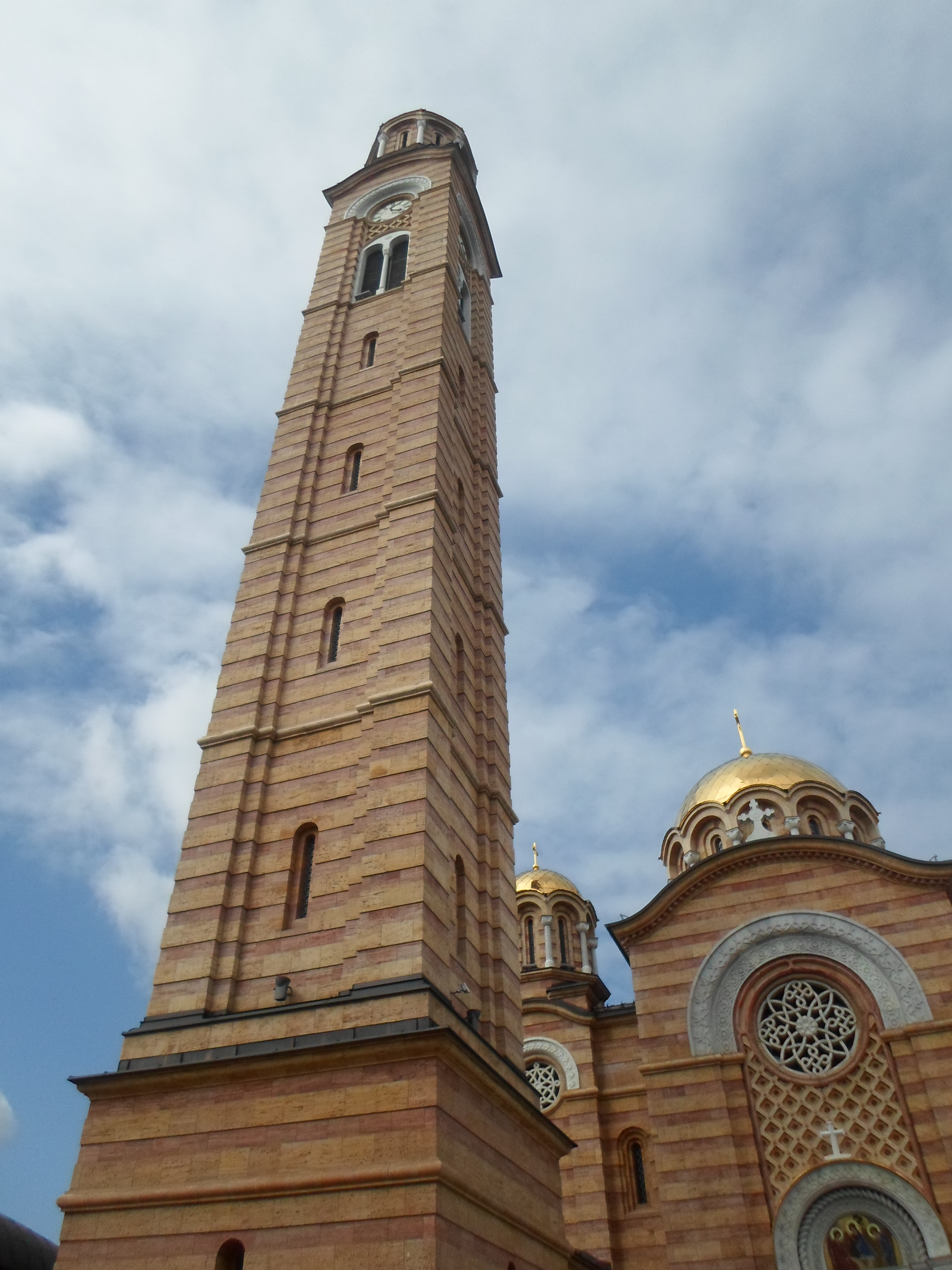